# Museu Crozatier
O Musée Crozatier, localizado em Le Puy-en-Velay, na região da Auvérnia, França, foi fundado em 1868 e abriga uma coleção de arte e artefatos arqueológicos provenientes das regiões Velay e Alto Loire. Após uma ampla reforma entre 2010 e 2018, reabriu ao público em julho de 2018.

## Coleção
Suas coleções diversas abrangem pintura, escultura, artes gráficas, arqueologia, história natural, mecânica, artesanato e rendas, oferecendo uma exploração da história de Velay e uma visão ampla da arte e das ciências, distribuídas em quatro galerias: histórica, belas artes, científica e artesanato local.